# Piatra, Tulcea
Piatra este un sat în comuna Ostrov din județul Tulcea, Dobrogea, România. Se află în partea de sud-vest a județului. La recensământul din 2002 avea o populație de 11 locuitori.